# Ayax y Prok
Ayax y Prok (Granada, 23 de julio de 1991) es un dúo musical de rap español formado por los hermanos gemelos Ayax y Adrián Pedrosa Hidalgo.
El dúo produce hip-hop español de contenido social, con referencias a hechos y personajes históricos.Los dos hermanos se auto producen a través de su discográfica auto fundada Albaycín Records, junto a DJ Blasfem, que les acompaña en la mayoría de sus discos y completa su grupo.

## Biografía
Ayax y Adrián Pedrosa nacieron el día 23 de julio de 1991, vivieron su infancia y adolescencia en el barrio del Albaicín en Granada.
Más tarde todo esto podría verse reflejado en muchas canciones apareciendo así el barrio del Albaicín con mucha frecuencia en ellas. A los 12 años hicieron su primer tema, bajo el nombre artístico de Ayax y Prok.
Desde los 16 hasta los 23 trabajaron mientras estudiaban y realizando labores en la hostelería, relaciones públicas, o ejerciendo como cajeros en un supermercado, entre otros, debido a las dificultades económicas por las que pasaba su familia. Ambos terminaron el bachillerato.
Durante su vida han vivido en varias ciudades importantes dentro de España, como Granada, su ciudad natal, o Madrid, donde han vivido durante bastantes años.

## Carrera musical

### Ayax
Ayax produjo su primer tema a la edad de doce años, junto a su hermano Adrián. Desde 2014 hasta 2017 siguió produciendo diferentes tipos de música dentro del mundo del rap.
Al cabo de unos años de producir música con su hermano, creó su primer álbum en solitario Cara y Cruz (2018), con el que un tiempo después, en 2020, recibió el Triple Disco de Platino, otorgado por la asociación Promusicae, a aquellos que han vendido más de 120.000 copias. Gran parte de la cantidad de dinero que recaudó con este premio fue destinada a la construcción de una escuela para huérfanos en Mozambique.

### Prok
Adrián Pedrosa, más conocido como Prok, produjo su primer tema a la edad de 12 años, a partir de esa época empezó a hacer rap en las calles.
En 2014 publicó la primera canción del canal de YouTube Ayax y Prok, el nombre de la canción es «01 Sucio y bello». Unos años después es recopilada en el disco Albayzín recopilatorio, el primer disco oficial de Ayax y Prok.
En 2018 Prok presenta su primer álbum en solitario, Rojo y Negro. Acompañado de lecturas crudas, bases oscuras, toques de flamenco y sonidos de los 90s, respetando las raíces, Prok ha recopilado más de 10 millones de visualizaciones en YouTube durante el periodo 2019/2020.

## Estilo e influencias
El estilo de Ayax y Prok se basa en el rap, calificado como rap consciente, representando su claridad a la hora de escribir versos directos y polémicos. A menudo hablan de vivencias personales y de problemas sociales.
Ayax y Prok también han experimentado con otros estilos, como el hardcore, más presente en sus inicios; el flamenco o la salsa, que se ha usado en varias canciones, una de las más conocidas Reproches, publicada en el año 2017.

## Problemas legales
Cuando era menor de edad, Ayax pasó un año encerrado en el Centro de Menores Tierras de Oria (Almería). Posteriormente denunció haber sufrido torturas físicas por parte de los guardias.
En 2016 fueron denunciados por calumnias a la policía y por mostrar el rostro de un policía en el videoclip de la canción «Polizzia». En enero de 2018 dicha causa fue archivada.
En octubre de 2024, a rebufo de las denuncias por agresión sexual a Íñigo Errejón y los testimonios de mujeres en la cuenta de la periodista Cristina Fallarás, salieron testimonios anónimos de mujeres que afirmaron haber sufrido agresiones sexuales y violencia verbal por parte de Ayax y Prok. Se creó una página de Instagram  donde se documentan los testimonios anónimos de todas estas chicas. La noticia saltó a los medios 

 
y los implicados sacaron un comunicado negando los hechos en la misma red social donde se iniciaron las denuncias.Tal fue la repercusión que su agencia de Booking y Management eliminó todo rastro de Ayax y Prok de su web oficial. 

## Cine
Ayax ha formado parte del elenco de varias películas. En el año 2020 apareció como actor en la película Hasta el cielo, un thriller policiaco dirigido por Daniel Calparsoro. En 2022 también participó en las películas Rainbow de Paco León, Código emperador de Jorge Coira y en la serie Hasta el cielo. En 2024, Ayax participó como actor en la película Tratamos demasiado bien a las mujeres, de Clara Bilbao. 

## Discografía

### Álbumes de estudio
- Albayzín Recopilatorio (2016)
- Cara y Cruz (Ayax 2018)
- Rojo y Negro (Prok 2018)
- Le cri de la Rue (Prok 2021)
- Juglar del Siglo XXI (Ayax 2021)
- 16 Millas (Prok & Akapellah 2023)